# Башкирское восстание (1681—1684)
Башкирское восстание 1681−1684 годов (Сеи́товский бунт) — одно из крупных башкирских восстаний второй половины XVII века.

## Причины восстания
Основная причина коренилась в изданном указе (Указ от 16 мая 1681 года) царского правительства, провозгласивший курс на насильственную христианизацию башкир.

## Место восстания
Восстание охватило территорию от среднего течения реки Исеть на востоке до Волги на западе, от верховьев рек Яик (ныне река Урал) на юге до среднего течения Камы и Чусовой на севере.

## Ходы боевых действий
Основные силы восставших: башкиры, во главе стоял башкир из знатного рода Сеит-батыр. Первые выступления начались летом 1681 года в Ногайской и Сибирской даругах. Весной 1682 года развернулась массовая борьба: восставшие Казанской даруги нападали на Закамские крепости, основной удар в Осинской даруге был направлен на Кунгур, крепости и сёла, основанные Строгановыми на башкирских землях.
Многочисленные отряды повстанцев осадили Уфу, взяли Красный Яр, Ловашное и других, на западе — Пьяный Бор, Каракулино и другие объекты. К маю восстание охватило весь край. Безуспешные попытки подавить восстание вынудили правительство обратиться к башкирам с обещанием отменить указ и простить всех участников восстания. Часть восставших во главе с Кучуком Юлаевым прекратила борьбу и обратилась к правительству с челобитной, а другая часть, во главе с Сеитом, продолжила борьбу. 
В начале июня  между повстанцами под командованием Сеита и правительственными войсками произошло ожесточённое сражение на реке Ик, в котором Сеит был ранен, обе стороны понесли большие потери..
В ходе восстания, калмыки стремясь подчинить себе Башкирию предприняли завоевательный поход, разоряя башкирские кочевья, забирая пленных и скот и т. д. Башкиры, спасаясь от калмыцких набегов, начали отходить от восстания.
Но борьба продолжалась: весной-летом 1683 года повстанцы нападали на Закамские крепости, сожгли Вознесенский монастырь, осадили Солеваренный городок, Мензелинск и другие населенные пункты. На подавление восстания были собраны войска под командованием Ю. С. Урусова. Калмыцкий тайша Аюка с отрядом в 40 тысяч человек вторгся в пределы Башкортостана с тем, чтобы жестокими мерами принудить башкир отделиться от России и перейти под его власть. Жестокость калмыков заставила башкирских повстанцев прекратить борьбу против Российского царства. Этому способствовало и заявление царского правительства о том, что оно никогда не издавало указа о насильственном крещении мусульман.

## Итоги восстания
Упорство восставших вынудило российское правительство пойти на уступки: оно осудило захват башкирских земель, подтвердило вотчинные права башкир и отказалось от курса насильственной христианизации.